# Lutkemeer
Het Lutkemeer was een klein meertje (lutke = klein) aan de noordoostelijke oever van de vroegere Haarlemmermeer. Ten noorden en oosten werd het begrensd door Osdorp, ten westen door Raasdorp en ten zuiden door Nieuwerkerk. Na de droogmaking van de Haarlemmermeerpolder in 1852 bleef het Lutkemeer nog enige tijd bestaan, maar werd in de jaren 1864-1865 ook drooggemaakt. De Lutkemeerpolder werd net als de nabijgelegen Haarlemmermeer bemalen met een stoomgemaal, dat in 1925 elektrische aandrijving kreeg. In 1975 werd dit gemaal door een nieuw gemaal vervangen. Tegenwoordig is Lutkemeer en Ookmeer een wijk van de Nederlandse gemeente Amsterdam.

## Lutkemeerpolder

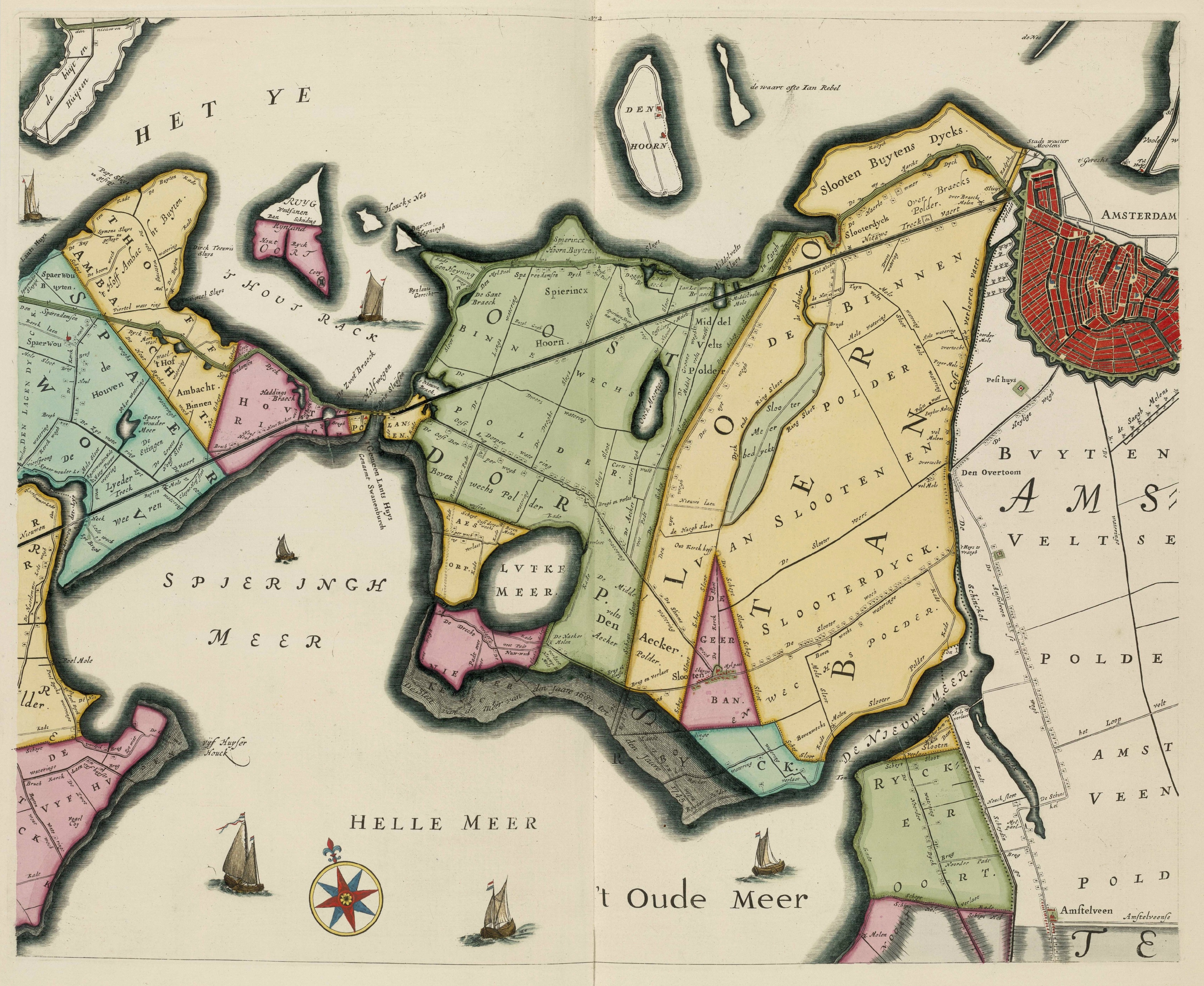
Het Lutkemeer (LVTKE MEER) op een kaart van een deel van het Hoogheemraadschap van Rijnland uit 1746.

De Lutkemeerpolder is een polder in het westen van de gemeente Amsterdam en lag voor 1921 in de gemeente Sloten, in de provincie Noord-Holland.
De polder, 180 bunder groot, telde lang maar één weg, de Lutkemeerweg, tot in de 21e eeuw de belangrijkste weg. Door oprukkende stadse bebouwing werden meer straten aangelegd met onder meer een bedrijventerrein. In het oostelijk deel van de polder werd in de jaren zestig van de 20e eeuw de begraafplaats Westgaarde aangelegd. De rest van de polder bleef tot in de 21e eeuw grotendeels in gebruik als akkerland.
In 2021 werd bekend dat de gemeente Amsterdam plannen heeft om in de polder bedrijvigheid toe te staan. Diverse actiegroepen zijn tegen de plannen en willen de polder behouden voor ecologische landbouw. O.a. Albert Heijn wilde op het nieuw te vormen bedrijventerrein een distributiecentrum bouwen maar heeft zich teruggetrokken. Hierop is een crowdfunding gestart om het gebied aan te kopen en in de vorm van een voedselpark te exploiteren.

## Wijk
Het CBS heeft voor statistische doeleinden de wijk Lutkemeer en Ookmeer  vastgesteld. De wijk telt 900 inwoners.
 Abberdaan · Admiralenbuurt · Amstel III · Amsteldorp · Amstelkwartier · Andreas Ensemble · Apollobuurt · ArenAPoort · Bajeskwartier · Banne Buiksloot · Bedrijventerrein Sloterdijk · Bellamybuurt · Betondorp · Bijlmer · Binnenstad · Bloemenbuurt · Borgerbuurt · Borneo · Bos en Lommer · Buiksloot · Buiksloterham · Buikslotermeer · Buiteneiland · Buitenveldert · Bullewijk · Burgwallen Oude Zijde · Burgwallen Nieuwe Zijde · Centrum Amsterdam Noord · Centrumeiland · Chassébuurt · Chinatown · Cremerbuurt (Amsterdam) · Cruquius · Czaar Peterbuurt · Da Costabuurt · Dapperbuurt · De Aker · De Baarsjes · De Bongerd · De Eendracht · De Heining · De Krommert · De 9 Straatjes · De Omval · De Pijp · Diamantbuurt · Driemond · Disteldorp · Dubbele Buurt · Duivelseiland · Duvelshoek · Elzenhagen · Erasmusparkbuurt · Floradorp · Frederik Hendrikbuurt · Funenpark · Gaasperdam · Gein · Geuzenveld · Gibraltarbuurt · Gouden Reael · Gulden Winckelbuurt · Grachtengordel · Haarlemmerbuurt · Hallenkwartier · Haven-Stad · Haveneiland · Havenstraatterrein · Helmersbuurt · Het Funen · Holendrecht · Hoofddorppleinbuurt · Houthaven · IJ-oevers · IJburg · IJdock · IJplein · Indische Buurt · Jan Maijenbuurt · Java-eiland · Jeruzalem · Jeugdland ·Jodenbuurt · Jordaan · Julianapark · Kadijken · Kadoelen · Kattenburg · Kinkerbuurt · KNSM-eiland · Kolenkitbuurt · Kop van Jut · Van der Kunbuurt · Laan van Spartaan · Landlust · Landstrekenbuurt · Lastage · Leidsebuurt · Lutkemeer · Marathonbuurt · Marineterrein · Marken · Marktkwartier · Medisch Centrum Slotervaart · Mercatorbuurt · Middelveldsche Akerpolder · Molenwijk · Museumkwartier · Nellestein · Nieuw Sloten · Amsterdam Nieuw-West · Nieuwe Pijp · Nieuwendam · Nieuwendammerdijk en Buiksloterdijk · Nieuwendammerham · Nieuwezijde · Nieuwmarkt · Noorderhof · Noordoever Sloterplas · Noordse Bos · Olympisch Kwartier · Omval · Ookmeer · Oostelijk Havengebied · Oostelijke Eilanden · Oostelijke Handelskade · Oostenburg · Oosterdokseiland · Oosterparkbuurt · Oostoever Sloterplas · Oostpoort · Oostzanerwerf · Osdorp · Oud Osdorp · Oud-Oost · Oud-West · Oud-Zuid · Oude Pijp · Oudezijde · Overamstel · Overhoeks · Overtoombuurt · Overtoomse Buurt · Overtoomse Veld · Park Haagseweg · Park de Meer · Plan van Gool · Plan West · Plan Zuid · Planciusbuurt · Plantagebuurt · Postjesbuurt · Prinses Irenebuurt · Rapenburg · Reigersbos · Riekerpolder · Rieteilanden · Rietlanden · Rivierenbuurt · Robert Scottbuurt · Roeterseiland · Ruigoord · Schinkel (bedrijventerrein) · Schinkelbuurt · Science Park · Sloten · Sloterdijk · Sloterdijk-Centrum · Slotermeer · Slotervaart · Sluisbuurt · Spaarndammerbuurt · Spieringhorn · Sporenburg · Sportheldenbuurt · Staatsliedenbuurt · Stadionbuurt · Steigereiland · Strandeiland · Teleport · Transvaalbuurt · Trompbuurt · Tuindorp Buiksloot · Tuindorp Buiksloterham · Tuindorp Nieuwendam · Tuindorp Oostzaan · Tuttifruttidorp · Van Tijenbuurt · Uilenburg · Universiteitskwartier · Valkenburg · Van der Kunbuurt · Van der Pekbuurt · Van Lennepbuurt · Venserpolder · Vlooienburg · Vogelbuurt · Vogeldorp · Vogeltjeswei · Volewijck · Vondelparkbuurt · Vrije Geer · Waalseiland · Watergraafsmeer · Waterlandpleinbuurt · Waterwijk · Weesp · Weesperbuurt · Weespertrekvaartbuurt · Weesperzijde · Westelijke Eilanden · Westelijke Tuinsteden · Westerdokseiland · Westerpark · Westpoort · Willemspark · Wittenburg · Zeeburg · Zeeburgereiland · Zeeheldenbuurt · Zuidas · Zuideramstel